# Fatoumata Dembélé Diarra
Fatoumata Dembélé Diarra (Koulikoro, 15 de febrer de 1949) és una advocada i jutgessa de Mali. Des del desembre de 2020 és membre del Consell Nacional de Transició de Mali. Ha estat jutgessa del Tribunal Penal Internacional per a la ex Iugoslàvia (TPIY) i ha estat jutge de la Cort Penal Internacional des de 2003.

## Trajectòria
Diarra es va llicenciar en Dret de la Universitat Cheikh-Anta-Diop i va obtenir un Mestratge en Dret a l'Escola Nacional d'Administració de Mali. També es va graduar a l'Escola Nacional de la Magistratura a París.
A Mali, Diarra ha estat jutgessa d'instrucció, Presidenta de la Cort d'Assize, Presidenta de la Sala Penal de la Cort d'Apel·lació de Bamako, i directora nacional del Departament de Justícia de Mali.
Abans de ser elegida jutgessa de la Cort Penal Internacional, Diarra va fer de jutgessa per al TPIY. El 2003, va ser elegida com a un dels primers jutges de la Cort Penal Internacional, amb mandat fins a l'any 2012. El 2009, Diarra va fer de primera vicepresident de la Cort Penal Internacional acompanyant el president Sang-Hyun Song. Diarra és membre de la Secció de Primera Instància de la Cort Penal Internacional.
Al desembre de 2020 va formar part de la llista de 121 membres del Consell Nacional de Transició de Mali òrgan legislatiu creat per al govern de transició després del cop d'estat a Mali del 18 d'agost de 2020.